# Paul Henreid

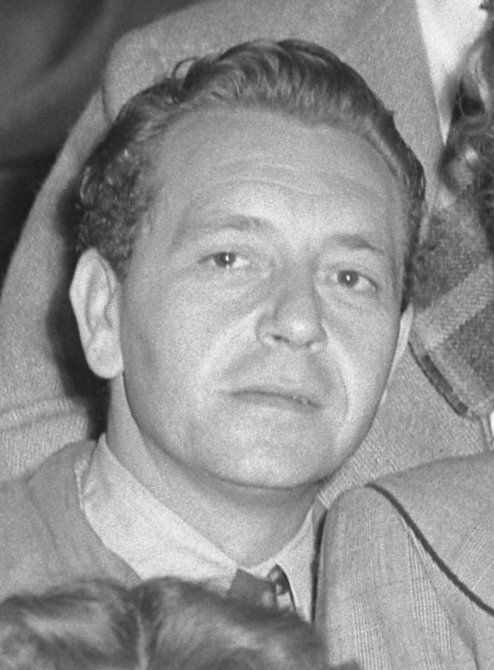
Paul Henreid (1947)

Paul Henreid (* 10. Januar 1908 in Triest; Österreich-Ungarn, heute Italien; † 29. März 1992 in Santa Monica, Kalifornien; eigentlich Paul Georg Julius Hernried) war ein österreichisch-US-amerikanischer Schauspieler und Regisseur. Weltbekannt wurde er durch die Rolle des Widerstandskämpfers Victor László im Filmklassiker Casablanca aus dem Jahr 1942.

## Leben
Paul Henreid war Sohn von Karl Hirsch, leitender Direktor der Deutschen Agrarbank für Österreich, und Marie Lendecke. Henreids Vater änderte 1904 anlässlich seines Austritts aus der Israelitischen Kultusgemeinde seinen Nachnamen von Hirsch in Hernried. Henreid absolvierte seine Schauspielausbildung am Konservatorium Wien und dem dortigen Max-Reinhardt-Seminar. Sein Theaterdebüt gab er an diesem Ort als Schüler in Goethes Faust. In seiner Bühnenlaufbahn sollten Engagements in Wien, London und New York folgen. Zu Beginn der 1930er-Jahre wurde er von Regisseur Otto Preminger für den Film entdeckt und absolvierte einige Auftritte im österreichischen Film.
Spätestens ab Februar 1934 trat er, begünstigt durch die ab 1933 einsetzende Duldung der eigentlich verbotenen Adelstitel durch das Regime Dollfuß als „Paul v. Hernried“ auf. Die von Paul Henreid behauptete adelige Herkunft sowie die Rolle seines Vaters als intimer Freund von Kaiser Franz Joseph I. und Mitfinancier des Ersten Weltkriegs gegen Italien sind jedoch nicht belegbar. Ab 1940 nannte er sich in den USA Paul Henreid.
1934 wollte Henreid einer Einladung der UFA nach Berlin folgen und suchte um Aufnahme in die NS-Reichsfilmkammer an. Nachdem die Reichsstelle für Sippenforschung festgestellt hatte, dass Paul Henreid ein „jüdischer Mischling“ ersten Grades sei, stellte er einen Antrag auf Sondergenehmigung. Dieser Antrag wurde von Reichspropagandaminister Joseph Goebbels persönlich am 20. Dezember 1937 abgelehnt.
Henreid erhielt 1935 ein Engagement nach London, wo er die folgenden Jahre hauptsächlich arbeitete. Mit Ausbruch des Zweiten Weltkrieges drohte Henreid durch die britischen Behörden eine Abschiebung oder Deportation als Angehöriger eines Feindeslandes, aber sein Schauspielkollege Conrad Veidt setzte sich erfolgreich für ihn ein. 1940 zog Henreid in die Vereinigten Staaten, wo er den Großteil seines restlichen Lebens verbrachte und später auch die amerikanische Staatsbürgerschaft erhielt. Sowohl in England als auch in den USA erhielt Henreid zunächst kleinere, aber dann stetig wachsende Filmrollen. Nur Filmauftritte als „Nazi-Scherge“ lehnte er ab, stattdessen stellte er öfters Gegner und Opfer des Nationalsozialismus dar. So spielte er in Zwischen zwei Welten (1944) den jungen Pianisten Henry Bergner, der – wie Henreid selbst – vor den Nazis nach England fliehen musste, um dort auf ein Schiff nach Amerika zu warten. Nach dem Scheitern der Flucht nimmt sich Bergner das Leben. Im Film befindet er sich dann auf dem Weg ins Jenseits zusammen mit Opfern eines Bombenangriffs.
Seine beiden wohl wichtigsten Rollen hatte Henreid im Jahr 1942: Neben Bette Davis spielte er im Filmdrama Reise aus der Vergangenheit die Rolle des unglücklich verheirateten Jerry Durrance, in den sich die von Davis gespielte schüchterne Protagonistin verliebt. In einer bekannten und oft kopierten Szene zündet er zwei Zigaretten an, behält kurz beide im Mund und gibt dann Bette Davis eine der beiden. Im Filmklassiker Casablanca von Michael Curtiz ist es die Darstellung des tschechoslowakischen Widerstandskämpfers Victor László als Ehemann von Ilsa (Ingrid Bergman). Sie will an seiner Seite den Nazis entfliehen und auf einen neuen Beginn der Beziehung zu Rick Blaine (Humphrey Bogart) verzichten. Gemeinsam mit ihrem Ehemann Viktor besteigt Ilsa schließlich das Flugzeug.

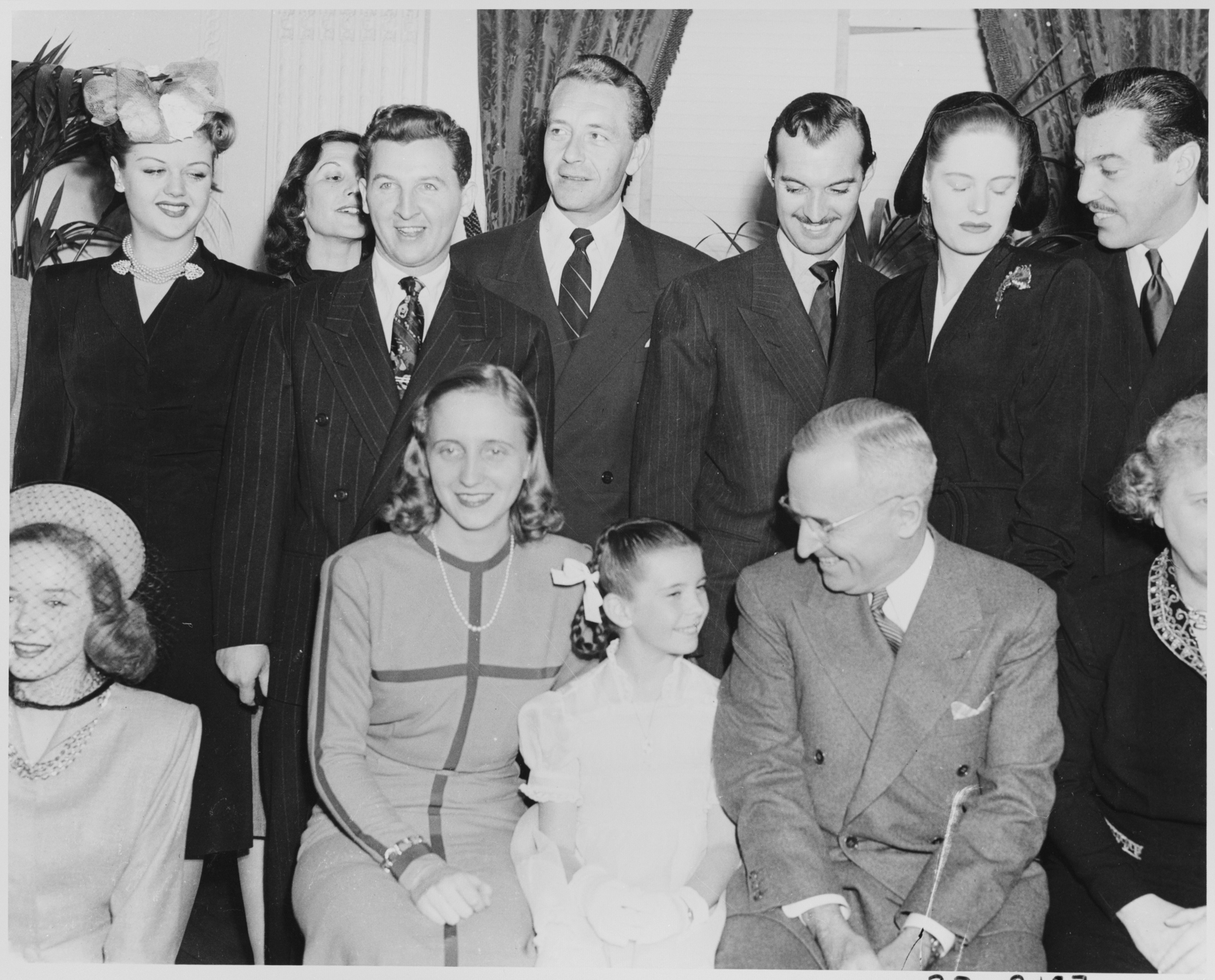
Henreid (oben Mitte) im Weißen Haus 1946

Henreid konnte sich in Hollywood als Hauptdarsteller etablieren und spielte oftmals elegante Aristokraten, aber auch sensible Künstlernaturen wie 1947 den Pianisten Robert Schumann im Film Clara Schumanns große Liebe an der Seite von Katharine Hepburn. Weitere Auftritte in Liebhaberrollen hatte er neben Olivia de Havilland und Ida Lupino in Devotion sowie erneut neben Bette Davis in Trügerische Leidenschaft. In den 1950er-Jahren ließ die Qualität seiner Filme allmählich nach und er wurde in tendenziell eher zweitklassigen Abenteuerfilmen besetzt. 1953 kehrte er für Dreharbeiten an dem Film Dieses Lied bleibt bei dir nach Österreich zurück, danach arbeitete er aber wieder beim englischsprachigen Film. Ab der zweiten Hälfte der Dekade begnügte er sich zusehends mit Nebenrollen, etwa in der Komödie Viva Las Vegas (1956) oder im Spionagethriller Geheimaktion Crossbow (1965). Seine letzte Filmrolle übernahm er 1977 als der Kardinal im zweiten Teil von Der Exorzist.
Neben der Schauspielerei war Henreid ab den 1950er-Jahren auch als Regisseur vor allem für Fernsehproduktionen (z. B. einzelne Folgen der Westernserien Bonanza und Big Valley) tätig. 1952 erschien der Kriminalfilm Grausame Richter (Alternativtitel: Die Mitleidlosen) sowie Starke und Halbstarke (im Original For Men Only; alternativ The Tall Lie), bei dem Henreid als Produzent auftrat, die Regie übernahm und auch die männliche Hauptrolle spielte. 

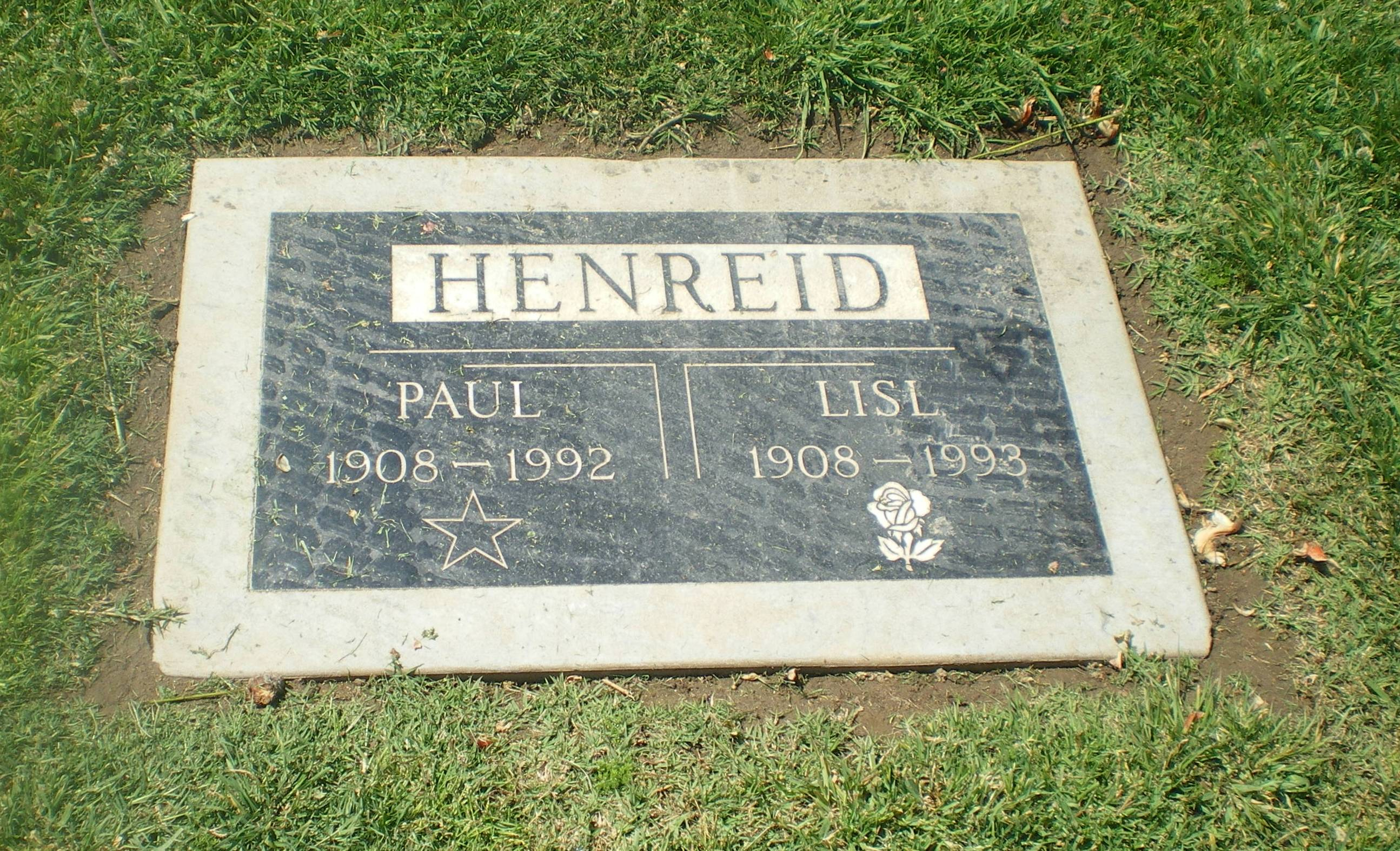
Henreids Grab auf dem Woodlawn Cemetery in Santa Monica

Henreid war Mitglied der Academy of Motion Picture Arts and Sciences. Von 1936 bis zu seinem Tod 1992 war der Schauspieler mit Elisabeth „Lisl“ Camilla Julia Glück (1908–1993) verheiratet, sie hatten zwei Kinder, darunter die frühere Schauspielerin Monika Henreid. Paul Henreid starb im Alter von 84 Jahren an einer Lungenentzündung. Sein Grab befindet sich auf dem Woodlawn Memorial Cemetery in Santa Monica.

## Filmografie (Auswahl)
Als Darsteller
- 1934: Hohe Schule
- 1935: … nur ein Komödiant
- 1935: Eva
- 1939: Auf Wiedersehen, Mr. Chips (Goodbye, Mr. Chips!)
- 1940: Night Train to Munich
- 1942: Joan of Paris
- 1942: Casablanca
- 1942: Reise aus der Vergangenheit (Now, Voyager)
- 1944: Zwischen zwei Welten (Between Two Worlds)
- 1944: Ring der Verschworenen (The Conspirators)
- 1944: Hollywood Canteen
- 1945: Die Seeteufel von Cartagena (The Spanish Main)
- 1946: Devotion [1943 gedreht]
- 1946: Of Human Bondage
- 1946: Trügerische Leidenschaft (Deception)
- 1947: Clara Schumanns große Liebe (Song of Love)
- 1948: Der Mann mit der Narbe (Hollow Triumph, auch Produzent)
- 1949: Blutige Diamanten (Rope of Sand)
- 1950: So jung und so verdorben (So Young So Bad)
- 1950: The Schumann Story
- 1950: Der letzte Freibeuter (Last of the Buccaneers)
- 1952: Abu Andar, Held von Damaskus (The Thief of Damascus)
- 1953: Zaubernächte des Orients (Siren of Bagdad)
- 1954: Dieses Lied bleibt bei dir
- 1954: Tief in meinem Herzen (Deep in My Heart)
- 1955: Die Piraten von Tripoli (Pirates of Tripoli)
- 1956: Viva Las Vegas (Meet Me in Las Vegas)
- 1959: Wenn das Blut kocht (Never So Few)
- 1959: Ferien für Verliebte (Holiday for Lovers)
- 1962: Die vier apokalyptischen Reiter (The 4 Horsemen of the Apocalypse)
- 1965: Geheimaktion Crossbow (Operation Cross-Bow)
- 1969: Die Irre von Chaillot (The Madwoman of Chaillot)
- 1975: Death Among Friends
- 1977: Exorzist II – Der Ketzer (Exorcist II: The Heretic)

Als Regisseur
- 1952: Grausame Richter (For Men Only) – auch Schauspieler
- 1956: Unter Mordverdacht (A Woman's Devotion) – auch Schauspieler
- 1957–1962: Alfred Hitchcock präsentiert (Alfred Hitchcock Presents / The Alfred Hitchcock Hour; Fernsehserie, 29 Folgen)
- 1958: Asphalt-Hyänen (Girls on the Loose)
- 1958: Live Fast, Die Young
- 1962–1965: Gefährliche Geschäfte (The Third Man; Fernsehserie, zehn Folgen)
- 1964: Der schwarze Kreis (Dead Ringer)
- 1965: Halt die Tasten heiß (Ballad in Blue)
- 1965–1968: Big Valley (Fernsehserie, acht Folgen)
- 1966: Bonanza (Fernsehserie, Folge A Time to Step Down)
- 1969: The Last of the Powerseekers (Fernsehfilm)
- 1971: The Man and the City (Fernsehserie, vier Folgen)